# Venturia magrettii
Venturia magrettii är en stekelart som först beskrevs av Joseph Kriechbaumer 1884.  Venturia magrettii ingår i släktet Venturia och familjen brokparasitsteklar. Inga underarter finns listade i Catalogue of Life.